# Le Moule
 (juillet 2023).
La mise en forme du texte ne suit pas les recommandations de Wikipédia : il faut le « wikifier ».
Les points d'amélioration suivants sont les cas les plus fréquents. Le détail des points à revoir est peut-être précisé sur la page de discussion.
- Les titres sont pré-formatés par le logiciel. Ils ne sont ni en capitales, ni en gras.
- Le texte ne doit pas être écrit en capitales (les noms de famille non plus), ni en gras, ni en italique, ni en « petit »…
- Le gras n'est utilisé que pour surligner le titre de l'article dans l'introduction, une seule fois.
- L'italique est rarement utilisé : mots en langue étrangère, titres d'œuvres, noms de bateaux, etc.
- Les citations ne sont pas en italique mais en corps de texte normal. Elles sont entourées par des guillemets français : « et ».
- Les listes à puces sont à éviter, des paragraphes rédigés étant largement préférés. Les tableaux sont à réserver à la présentation de données structurées (résultats, etc.).
- Les appels de note de bas de page (petits chiffres en exposant, introduits par l'outil «  Source ») sont à placer entre la fin de phrase et le point final[comme ça].
- Les liens internes (vers d'autres articles de Wikipédia) sont à choisir avec parcimonie. Créez des liens vers des articles approfondissant le sujet. Les termes génériques sans rapport avec le sujet sont à éviter, ainsi que les répétitions de liens vers un même terme.
- Les liens externes sont à placer uniquement dans une section « Liens externes », à la fin de l'article. Ces liens sont à choisir avec parcimonie suivant les règles définies. Si un lien sert de source à l'article, son insertion dans le texte est à faire par les notes de bas de page.
- La présentation des références doit suivre les conventions bibliographiques. Il est recommandé d'utiliser les modèles {{Ouvrage}}, {{Chapitre}}, {{Article}}, {{Lien web}} et/ou {{Bibliographie}}. Le mode d'édition visuel peut mettre en forme automatiquement les références.
- Insérer une infobox (cadre d'informations à droite) n'est pas obligatoire pour parachever la mise en page.

Pour une aide détaillée, merci de consulter Aide:Wikification.
Si vous pensez que ces points ont été résolus, vous pouvez retirer ce bandeau et améliorer la mise en forme d'un autre article.
Pour les articles homonymes, voir Moule.
Le Moule (en créole guadeloupéen Moul) est une commune française, située dans la région monodépartementale de la Guadeloupe. Commune localisée au nord-est de l'île de Grande-Terre sur la façade atlantique, son activité est principalement agricole et touristique. La commune tient son nom du môle qui signifie jetée ; ses habitants sont appelés les Mouliens et les Mouliennes.

## Géographie

### Localisation

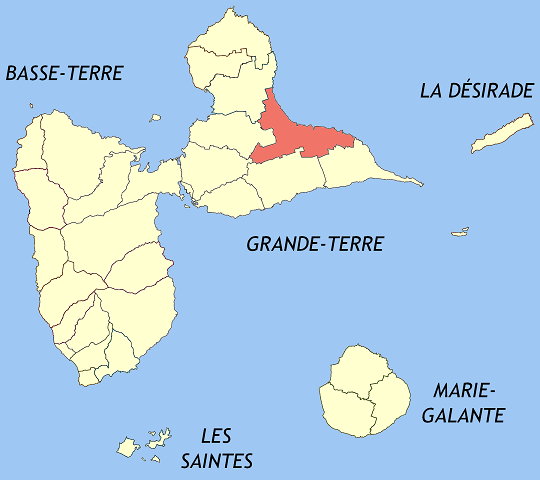
En rouge le territoire communal du Moule.

S'étendant sur 82,8 km2 de superficie totale, la commune du Moule est située au milieu de la côte est de la Grande-Terre sur la façade atlantique. Le centre-ville se situe sur la rive gauche de la rivière d'Audoin. Sur la rive droite de la rivière d’Audoin, se trouvent la plage et le quartier de l’Autre Bord. Plus à l'ouest, le centre-ville est délimité par la Ravine du Nord-Ouest, débouchant sur la Baie du Nord-Ouest.
La ville est traversée selon un axe nord-ouest/sud-est par deux rues principales, la rue Saint-Jean et le boulevard Rougé. À l'est du centre-ville, le Boulevard maritime Lucette Michaux-Chevry mène vers les communes de Morne-à-L'eau, Petit-Canal, Les Abymes et Pointe-à-Pitre.
| Petit-Canal              |                |                  |
| Morne-à-l'Eau Les Abymes | du Moule       | Océan Atlantique |
| Sainte-Anne              | Saint-François |                  |

### Climat
Le climat y est de type tropical de savane avec hiver sec (Aw selon la classification de Köppen) [1]. L'hiver est sec et plus frais, tandis que l'été est humide et plus chaud.
La commune est exposée aux alizés, venant de l'océan Atlantique. La saison cyclonique s'étend de juin à novembre.
|                                   | Janvier | Février | Mars | Avril | Mai  | Juin | Juillet | Août | Septembre | Octobre | Novembre | Décembre |
| Température moyenne (°C)          | 24.1    | 24.2    | 24.6 | 25.8  | 26.3 | 26.9 | 27.1    | 27.2 | 27        | 26.5    | 26.2     | 24.8     |
| Température minimale moyenne (°C) | 19.9    | 20      | 20.2 | 21.7  | 22.7 | 23.5 | 23.6    | 23.5 | 23.3      | 22.8    | 22.3     | 20.9     |
| Température maximale (°C)         | 28.4    | 28.4    | 29   | 30    | 30   | 30.4 | 30.7    | 30.9 | 30.7      | 30.2    | 30.2     | 28.8     |
| Précipitations (mm)               | 70      | 46      | 55   | 87    | 107  | 95   | 132     | 137  | 148       | 165     | 135      | 122      |

### Faune et flore

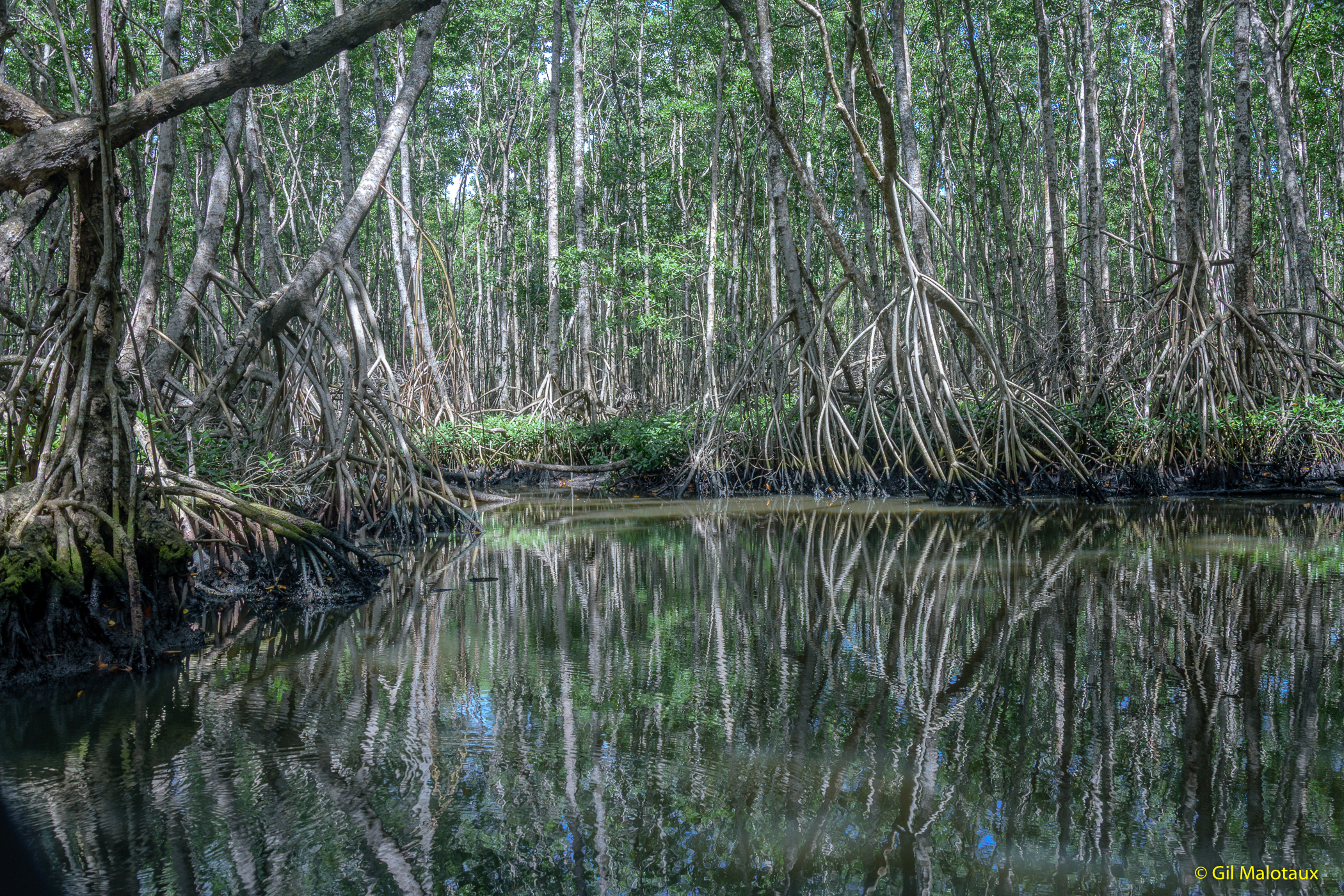
La mangrove près de la rivière Audouin.

La végétation est variée et dépend de facteurs tels que la proximité de la mer, l'exposition aux vents, l'humidité, la topographie et le type de sol. Plusieurs domaines peuvent être distingués :
- le domaine marin : les fonds marins de la commune du Moule sont caractérisés par des herbiers à Thalassia testudinum et Cymodocea sp. Ils abritent diverses espèces d'oursins (comme l'oursin blanc Tripneustes ventricosus), de poissons et le lambi. Des récifs coralliens sont également présents sur certaines portions du littoral et servent d'abri à diverses espèces ;
- la mangrove : des marais à mangroves se développent dans les estuaires des rivières d'Audoin et la ravine du Nord-Ouest, ainsi que d'autres ravines mineures. Les espèces dominantes sont les palétuviers rouges, blancs et les fougères Acrostichum aureum ;
- le domaine arénicole (plage), qui subit directement les assauts de l'océan et du vent, abrite les lianes xérophytes pois bord-de-mer et patates bord de mer, les plantes arbustives Litophila muscoides, Blutaparon vermiculare et des arbres tels que le raisinier bord-de-mer, le mancenillier, le cocotier, l'icaque et le poirier-pays ;
- le domaine intérieur, subdivisé en savanes et taillis, accueille des herbacées du genre Paspalum sp. et les arbustes zagadi (faux-mimosa). C'est le domaine le plus adapté à l'agriculture de la canne à sucre et l'agriculture vivrière ainsi que l'élevage ;
- des forêts et savanes semi-hygrophiles se retrouvent plus à l'intérieur (Grands-Fonds), du fait de l'existence de mornes karstiques et de ravines, propices à un climat plus humide. Ce domaine est propice à l'agriculture vivrière, maraîchère et la plantation d'arbres fruitiers (goyaviers, arbres-à-pain, corossoliers, abricotier-pays).

## Urbanisme

### Typologie
Le Moule est une commune urbaine, car elle fait partie des communes denses ou de densité intermédiaire, au sens de la grille communale de densité de l'Insee,,,. Elle appartient à l'unité urbaine de Pointe-à-Pitre-Les Abymes, une agglomération intra-départementale regroupant 11 communes et 252 132 habitants en 2022, dont elle fait partie de la banlieue,.
Par ailleurs la commune fait partie de l'aire d'attraction des Abymes, dont elle est une commune de la couronne. Cette aire, qui regroupe 18 communes, est catégorisée dans les aires de 200 000 à moins de 700 000 habitants,.
La commune, bordée par l'Océan Atlantique à l'est, est également une commune littorale au sens de la loi du 3 janvier 1986, dite loi littoral. Des dispositions spécifiques d’urbanisme s’y appliquent dès lors afin de préserver les espaces naturels, les sites, les paysages et l’équilibre écologique du littoral, par exemple le principe d'inconstructibilité, en dehors des espaces urbanisés, sur la bande littorale des 100 mètres, ou plus si le plan local d’urbanisme le prévoit,.

### Lieux-dits, hameaux et écarts
Les lieux-dits du Moule sont : Alleaume, Audoin, Bacquié, Barthel, Bauvel, Belle-Mare, Bellevue, Bénin, Blanchard, Bois-Baron, Bois-David, Boisvin, Bon-Ami Bonan, Bory, Cadenet, Caféière, Caillebot, Calebasse, Carrère, Champs-Grillé 1, Champs-Grillé 2, Château-Gaillard, Cocoyer, Creuilly, Damencourt, Després, Dubec, Duteau, Durival, Eau-Blanche, Engerville, Fréchou, Gardel, Gascon, Gilles Arçon, Gissac, Gondrécourt, Guénette, la Houssaie, Kerloury, LlAnglais, l'Autre-Bord, l'Écluse, l'Oranger, la Baie, la Croix, la Fontaine, la Mineure, la Roche, la Rosette, la Source, Laplante, Laribotte, Lauréal, Lazare, Lemercier, Létaye, Levasseur, Mahaudière, Malescot, Marcel, Massé, Maudet, Matignon, Méthiviers, Monplaisir, Morel, Morne Clarisse, Néron, Nord-Ouest, Palais-Sainte-Marguerite, Pavée, Petite Guinée, Port-Blanc, Portland, Rousseau, Saint-Guillaume, Sainte-Marguerite, Saint-Nicholas, Sergent, Sommabert, Sousse, Vieille-Case et Zevallos.

## Histoire
(avril 2019).

### DuVesiècleav. J.-C.auXVIIIesiècle
Entre le Ve et le IIIe siècle av. J.-C., le bord de mer est occupé par des populations amérindiennes venues de l'Amérique du Sud via le delta de l'Orénoque. Ce sont les civilisations précolombiennes, initialement appartenant à la culture Arawak saladoïde. Des vestiges archéologiques (poteries, vestiges d'habitats) ont été retrouvés sur divers sites de la ville dont l'abri Patate présentant des gravures rupestres et des traces de fréquentation entre 800 et 1100. La culture arawak aurait été progressivement remplacée par les peuples Caraïbes à partir du Ve siècle apr. J.-C..
Le bourg de la commune du Moule naît vers 1635, sur la rive droite de la rivière d'Audouin, sur le site connu aujourd'hui comme l'Autre Bord. À l'époque, la ville est connue sous le nom de Portland, nom qui désigne aujourd'hui un lieu-dit de la commune. En 1660, à la suite d'un accord conclu entre l'Espagne et la France, qui concède la Guadeloupe à la France, les tribus Caraïbes sont forcées au départ.
Au XVIIIe siècle, Le Moule était devenu le fief de l'aristocratie coloniale. En 1776, le bourg est déplacé sur la rive gauche de la rivière d'Audoin pour faciliter son développement et le commerce avec le reste de l'île et l'extérieur. À partir de ce moment, le développement de la culture de la canne amena la nécessité de construire un port sur l'Atlantique, et l'obligation de protéger et fortifier ces installations avec un môle de protection. La commune tirera son nom actuel de la déformation de ce mot môle.
Dans les années 1760, une batterie poudrière est construite pour assurer la protection du bourg.

### AuXIXesiècle
Le port du Moule est devenue au fil des années le plus grand port commercial de Guadeloupe, étant l'unique port de la Guadeloupe orienté sur l'océan Atlantique. L'ensemble de la production de rhum et de sucre de la Grande-Terre était embarqué au port du Moule et exporté vers la France métropolitaine. Le commerce florissant des produits de la canne à sucre était aussi complété par la vente de coton, de café, d'engrais, de charbon et de nombreux matériaux de construction. Des bâtiments de commerce sont construits dans la ville dès le début du XIXe siècle ainsi qu'un pont reliant l'ancien et le nouveau bourgs.
En raison de son succès commercial, le bourg du Moule sera la cible de la flotte anglaise durant toute la période des guerres napoléoniennes. L'année 1809 restera historique pour la commune du Moule et pour la Guadeloupe, en raison de la bataille navale à l'entrée du port, opposant les Anglais aux Français.
La ville du Moule obtient dès le 20 septembre 1828, l'autorisation d'exporter vers la métropole française, sans passer par Pointe-à-Pitre, contribuant au succès économique de la ville.Au cours de ce siècle, les habitations se multiplient sur la commune du Moule, passant d'une trentaine à près d'une centaine d'habitations. Nombreuses vivaient en autosuffisance par la culture de la canne, du coton, du cacao, des épices et de l'agriculture vivrière, la production de sucre et rhum et la vente de ces produits.
En 1840, une autre batterie poudrière et un fortin sont construits, respectivement dans les quartiers Petite-Anse et Cadenet, afin d'assurer la défense maritime de la ville. Des ancres, encore visibles aujourd'hui, sont fixées aux récifs, pour éviter les abordages et naufrages à l'entrée du port.
Entre 1847 et 1850, l'église Saint-Jean-Baptiste, de style néoclassique, est construite en grès importé et calcaire dur dans le bourg.
En 1848, l'abolition de l'esclavage est décrétée. Dans les années 1850, de nombreuses faillites eurent lieu, l'économie locale s'effondra du fait de la combinaison de plusieurs facteurs, comme l'abolition de l'esclavage, de mauvaises récoltes et la concurrence de la betterave à sucre en Europe. Les habitations ferment et sont abandonnées les unes après les autres.
En 1901, il ne restait plus que quatre sucreries actives dans la commune du Moule, Duchassaing, Zévallos, Marly et Gardel. L'économie locale chute et Le Moule perd sa prédominance portuaire, au profit de Pointe-à-Pitre.

### AuXXesiècle
Tous les centres d'intérêt importants émigrant à Pointe-à-Pitre, la commune du Moule tombe peu à peu dans l'oubli.
Le cyclone de 1928, une catastrophe régionale de grande ampleur, qui fut le catalyseur des énergies nouvelles. La commune du Moule se releva rapidement, grâce à l'équipe municipale soudée autour de son maire, Charles Volange Romana, dont les Mouliens parlent encore. C'est sous sa mandature que de nouvelles structures municipales virent le jour ou furent restaurées.
La mairie est construite à partir du 28 octobre 1926 et officiellement inaugurée le 26 juin 1927 par le maire Charles Volange Romana et le gouverneur de la Guadeloupe, M. Tellier. L'église Saint-Jean-Baptiste est restaurée en 1932 et lui sont ajoutés des vitraux représentant les quatorze stations du chemin de croix. Un ancien bâtiment de commerce, construit en 1807, devient en 1920, une usine de limonade pour l'exportation vers les États-Unis, puis en 1923, est transformé en Société d’importation de plantes coloniales, gérée par M. Wisosky (dont le nom perdure jusqu'à aujourd'hui). En 1931, le bâtiment est vendu à la municipalité, pour devenir encore l'école des filles puis le cours élémentaire des garçons.
En février 1952, a lieu le mouvement revendicatif le plus important qui ait impliqué petits planteurs et colons dans toute la Guadeloupe depuis les grèves de 1910[Quoi ?]. Le mouvement démarre au mois de novembre 1951 dans le nord Grande-Terre : les revendications portent au départ sur la rémunération de la journée de travail et sur l’allègement des tâches sur les champs des usiniers békés. Elles s’élargissent rapidement à la demande d’un meilleur prix de la tonne de canne. En janvier 1952, les ouvriers et cultivateurs mobilisés trouvent le soutien des fonctionnaires qui réclament la revalorisation de leurs salaires. Un appel à la grève générale illimitée est lancée sur toutes les habitations-plantations. La mobilisation enfle et à Capesterre-de-Marie-Galante, Sainte-Rose et Anse-Bertrand, les débrayages se multiplient. Le 11 février 1952, les CRS prennent position et occupent la ville du Moule : la boucherie est alors soigneusement programmée et organisée, de concert avec les usiniers békés. Le 14 février 1952, un barrage est érigé à l’entrée du boulevard Rougé pour empêcher l’accès de l’usine Gardel aux charrettes à cannes. Les CRS qui occupaient la ville depuis trois jours tirent alors sur la foule tuant quatre Guadeloupéens (Constance Dulac, Capitolin Justinien, Edouard Dernon et François Serdot) et en blessant 14. Cette affaire est connue sous l'appellation de Massacre de la Saint-Valentin. Un odonyme local (rue du 14-Février-1952) rappelle ces événements.
Dans la nuit du 16 au 17 septembre 1989, la ville du Moule est ravagée par l'ouragan Hugo, alors de catégorie 5, dont l’œil traverse une partie de la commune. Bon nombre de bâtiments de la commune sont détruits, y compris la toiture de l'église, les infrastructures portuaires et de nombreuses habitations. L'industrie sucrière est totalement ravagée, tout comme les secteurs du tourisme, de la pêche, de l'agriculture maraîchère et vivrière.

### AuXXIesiècle
La ville du Moule connait une nouvelle impulsion, entamée dès le milieu des années 1990 : la place centrale du bourg (encadrée entre autres par l'église et la mairie) est rénovée, ainsi que le boulevard maritime et la place de la liberté ; l'ancienne usine Wisosky est réhabilitée en lieu de détente et restauration ; un centre commercial, de nouvelles zones résidentielles ainsi qu'un parc paysager sont construits dans le quartier de Damencourt, face au Boulevard maritime ; un nouveau pont, réservé aux piétons, est construit sur la rivière d'Audoin.

## Politique et administration

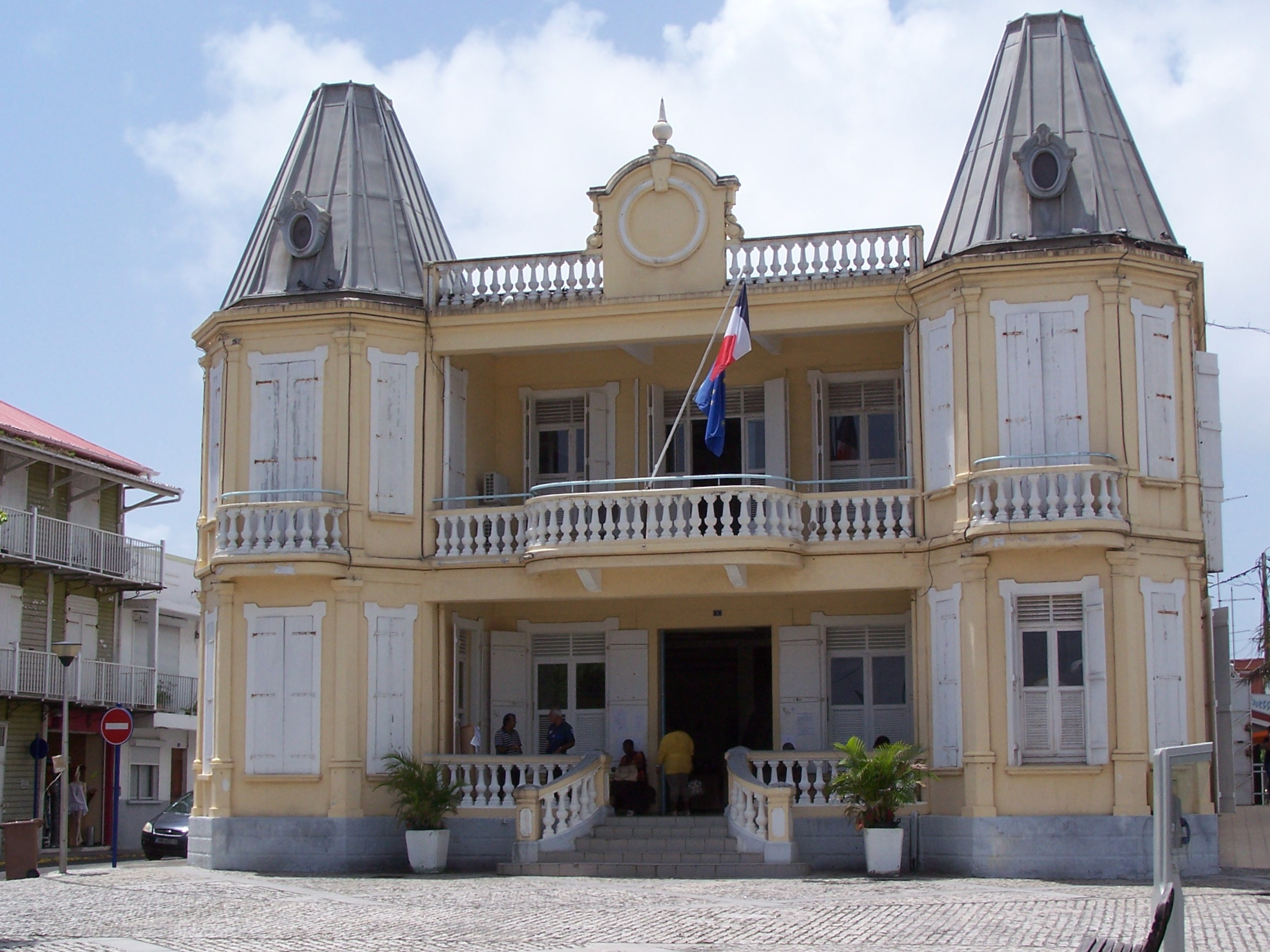
La mairie du Moule en 2013.

### Rattachements administratifs et électoraux
Le Moule appartient à l'arrondissement de Pointe-à-Pitre et au canton homonyme dont elle est le bureau centralisateur depuis 2015. Avant cette date, la commune était divisée en deux cantons : Le Moule-1 et Le Moule-2.
Elle fait aussi partie de la 2e circonscription de la Guadeloupe représentée depuis 2017 par la divers gauche Justine Benin.

### Intercommunalité
La commune du Moule fait partie depuis 2014 de la communauté d'agglomération du Nord Grande-Terre, dans laquelle elle est représentée par seize conseillers.

## Population et société

### Démographie
L'évolution du nombre d'habitants est connue à travers les recensements de la population effectués dans la commune depuis 1961, premier recensement postérieur à la départementalisation de 1946. À partir de 2006, les populations de référence des communes sont publiées annuellement par l'Insee. Le recensement repose désormais sur une collecte d'information annuelle, concernant successivement tous les territoires communaux au cours d'une période de cinq ans. Pour les communes de plus de 10 000 habitants les recensements ont lieu chaque année à la suite d'une enquête par sondage auprès d'un échantillon d'adresses représentant 8 % de leurs logements, contrairement aux autres communes qui ont un recensement réel tous les cinq ans,.

En 2022, la commune comptait 22 924 habitants, en évolution de +2,18 % par rapport à 2016 (Guadeloupe : −2,67 %, France hors Mayotte : +2,11 %).
| 1961   | 1967   | 1974   | 1982   | 1990   | 1999   | 2006   | 2011   | 2016   |
| ------ | ------ | ------ | ------ | ------ | ------ | ------ | ------ | ------ |
| 15 012 | 16 111 | 16 705 | 15 224 | 18 054 | 20 827 | 21 027 | 22 533 | 22 435 |

| 2021   | 2022   | - | - | - | - | - | - | - |
| ------ | ------ | - | - | - | - | - | - | - |
| 22 645 | 22 924 | - | - | - | - | - | - | - |

### Enseignement
Comme toutes les communes de l'archipel de la Guadeloupe, Le Moule est rattaché à l'Académie de la Guadeloupe. La ville possède sur son territoire sept écoles maternelles (Albert-Debibakas, Château-Gaillard, Laura-Flessel, Laure-Laurent-Soliveau, Laurette-Vitalle, Marie-Eva-Dupuits et Sainte-Marguerite) et dix écoles primaires (Albert-Debibakas, Amédée-Adélaïde, Aristide-Girard, Boisvin, Cocoyer, Gaston-Calmet, Grands-Fonds, Lacroix, Lydia-Galleron et Saint-Joseph-du-Moule (privée)).
En ce qui concerne l'enseignement secondaire, la ville accueille les collèges publics Guénette et Général-de-Gaulle, le collège privé Saint-Dominique et le lycée d'enseignement professionnel Louis-Delgrès. Enfin la commune a également une antenne régionale de l'École de la deuxième chance au centre de l’Écluse.

### Santé
La commune accueille une clinique privéé, Les Nouvelles Eaux marines, qui est équipée depuis juillet 2021 d'un scanner.

### Équipements culturels et sportifs
La commune du Moule offre deux principaux équipements culturels municipaux :
- la bibliothèque multimédia ;
- le centre culturel Robert-Loyson, qui propose des activités artistiques (danse, musique, théâtre, chant, peinture) et une salle de spectacle et cinéma de 400 places.

Divers équipements sportifs sont disponibles dans la commune :
- le stade multi-sports Jacques Ponrémy ;
- une piscine ;
- un club de tennis comprenant plusieurs courts ;
- un site d'activités nautiques (surf) ;
- plusieurs terrains de beach-volley sur la plage des Alizés.

Il existe plusieurs clubs sportifs mouliens :
- Basket-ball : Le Moule Basket Club - club de basket de la ville du Moule créé en 1998 qui compte plus d'une centaine de licenciés (2007-2008), une participation en playoffs (2005-2006) et 4e de cette même saison (division 1) ;
- Football :
  - Le Club sportif moulien (CSM), club de football créé en 1931, compte :
    - Onze titres de champion de la Guadeloupe (1945, 1947-1949, 1953, 1956, 1965, 1985, 2009, 2011, 2013) ;
    - Cinq coupes de la Guadeloupe (1948, 1954, 1972, 1974, 2008) ;
    - Deux titres de champion des Antilles (1947, 1955) ;

  - L'A.S. Moule ;
  - Le Dynamo ;

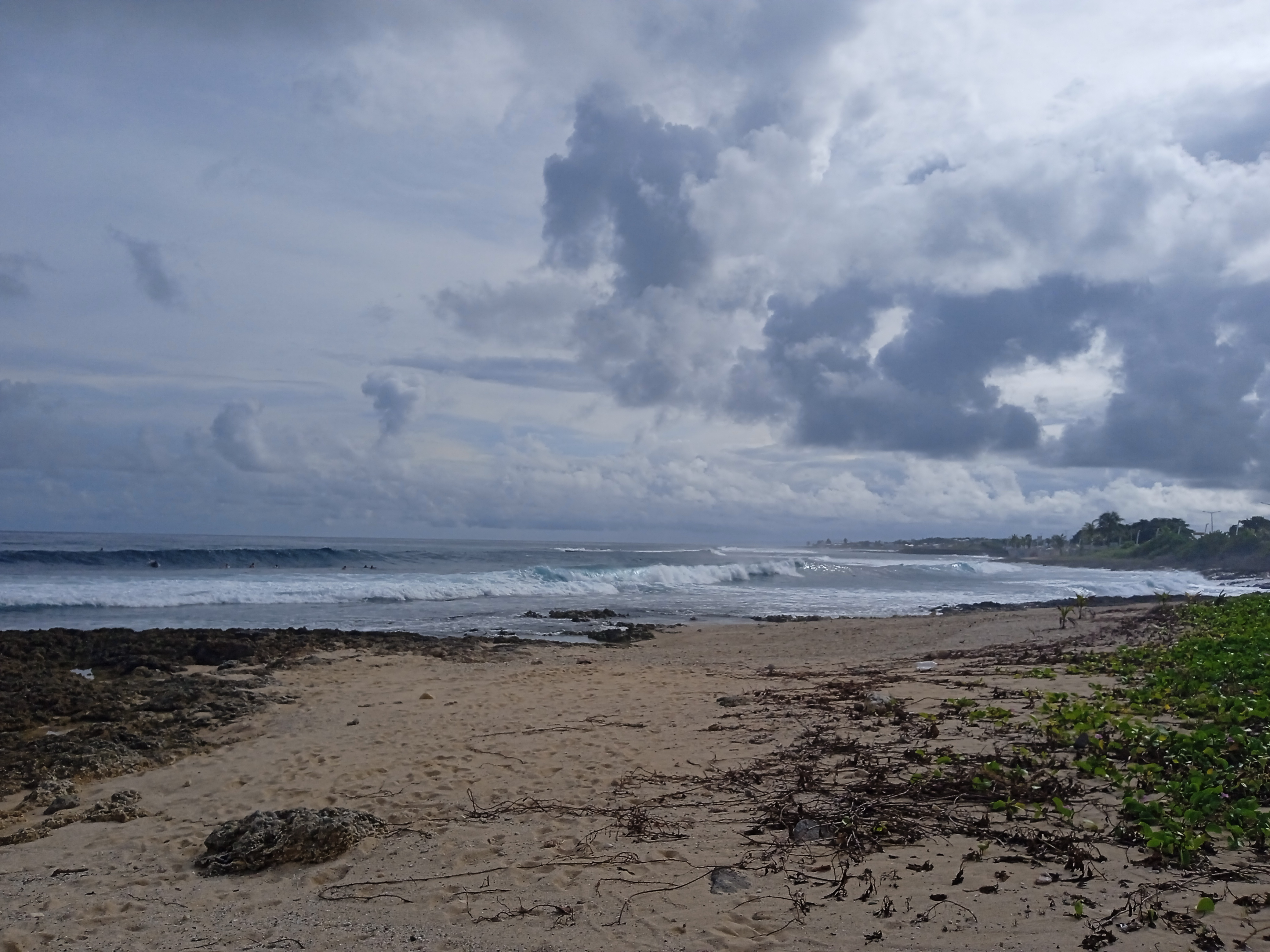
Spot de surf de Damencourt.

- Surf : Le Moule possède l'un des spots de surf les plus connus de la Guadeloupe, situé au lieu-dit Damencourt ;
- Canoë-Kayak : Le club Molem Gliss, installé à proximité du port, dans le quartier de L'Autre Bord, offre des activités sportives et de ballades ;
- Cyclisme : UCM (Union Cycliste du Moule).

La ville du Moule a également accueilli de grands événements sportifs tels que :
- Championnat de France de surf en 1993,
- Championnat panaméricains de surf en 1995,
- Championnat du monde de body board et de surf en 1997,
- Championnat d'Europe de surf en 1997,
- Championnat du monde universitaire de Beach Volley en 2002
- Championnat du monde de WaveSki en 2003[21]

## Économie

### Agriculture et pêche
L'économie de la commune repose principalement sur le secteur primaire. Une grande partie du territoire de la commune est destiné à la culture de la canne à sucre. La distillerie Damoiseau (la dernière de Grande-Terre, fondée en 1942) et l'usine sucrière Gardel (la dernière de la Guadeloupe continentale, créée en 1870, produisant en moyenne 70 000 tonnes de sucre roux), représentent l'essentiel de la production du secteur primaire.
La commune pratique également la culture de la banane et des cultures maraîchères, qui font cependant régulièrement face aux problèmes récurrents de sécheresse en Grande-Terre et d'irrigation, insuffisament soutenue malgré la mise en service en 2002 du barrage de Létaye d'une capacité de 700 000 m3 – remplit avec les prélèvements des eaux de la rivière Bras-David et la Grande Rivière à Goyaves qui sont transférées par canalisation en Grande-Terre – mais souvent déficitaire durant la période de carême. Une usine de conditionnement de fruits et légumes Philibon, traitant principalement la production de melons, se trouve sur le territoire de la commune.
Le Moule abrite le seul port de la côte atlantique, c'est aujourd'hui principalement un port de pêche.

### Industrie
La centrale thermique bagasse-charbon du Moule, qui produit 35 % de l'énergie électrique livrée en Guadeloupe, est accouplée à l'usine Gardel. C'est une centrale thermique utilisant essentiellement deux types de combustibles pour fournir de l'électricité : les déchets de l'industrie de la canne à sucre (bagasse), ainsi que du charbon importé de Colombie et du Venezuela hors saison de récolte de la canne.

### Secteur tertiaire
La commune est également une destination touristique avec une station balnéaire réputée pour ses vagues et la pratique du surf. Elle a ainsi accueilli les championnats du monde de wave-ski en 2003.

## Culture locale et patrimoine

### Lieux et monuments

#### Monuments historiques

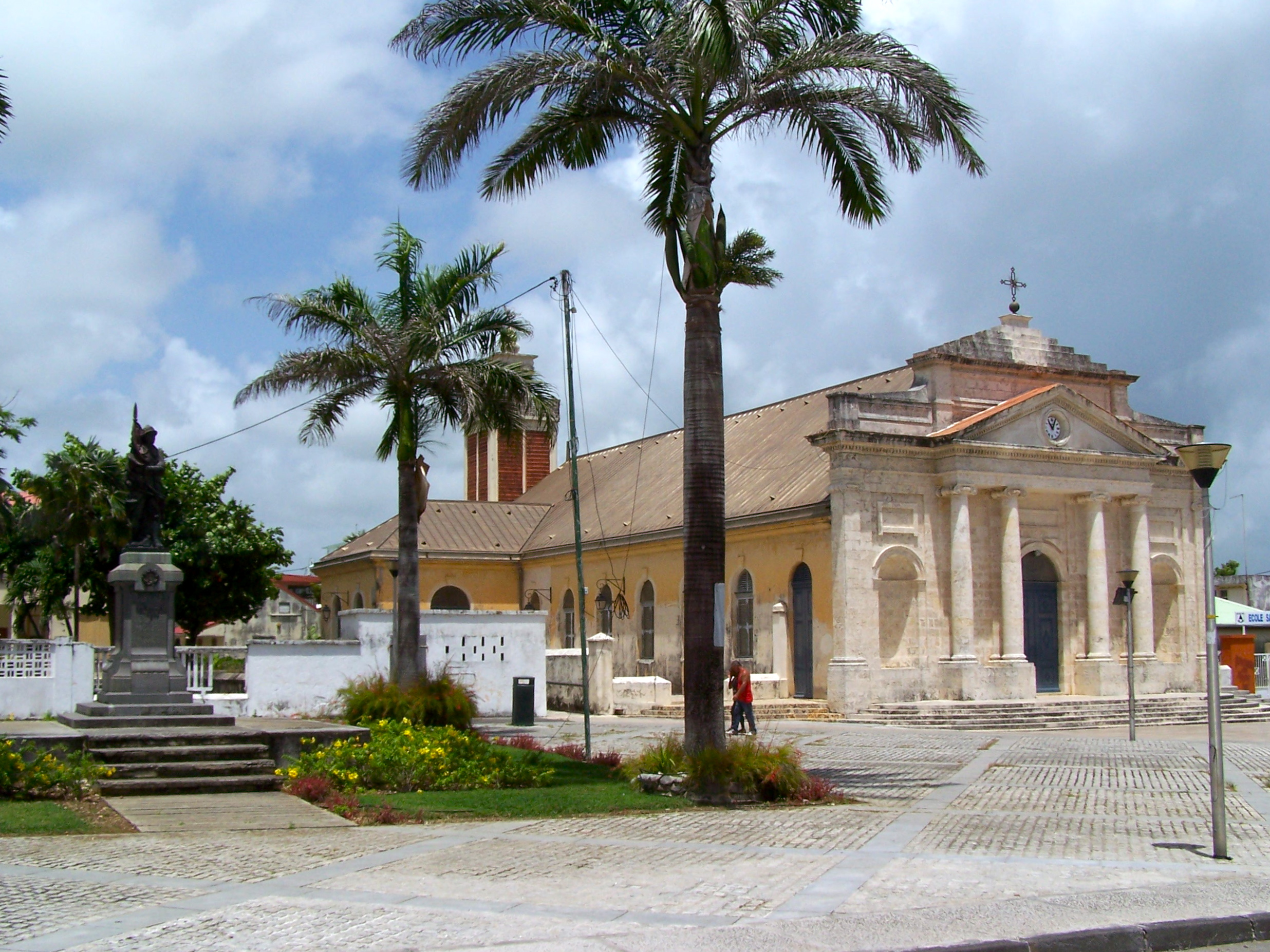
L'église Saint-Jean-Baptiste.

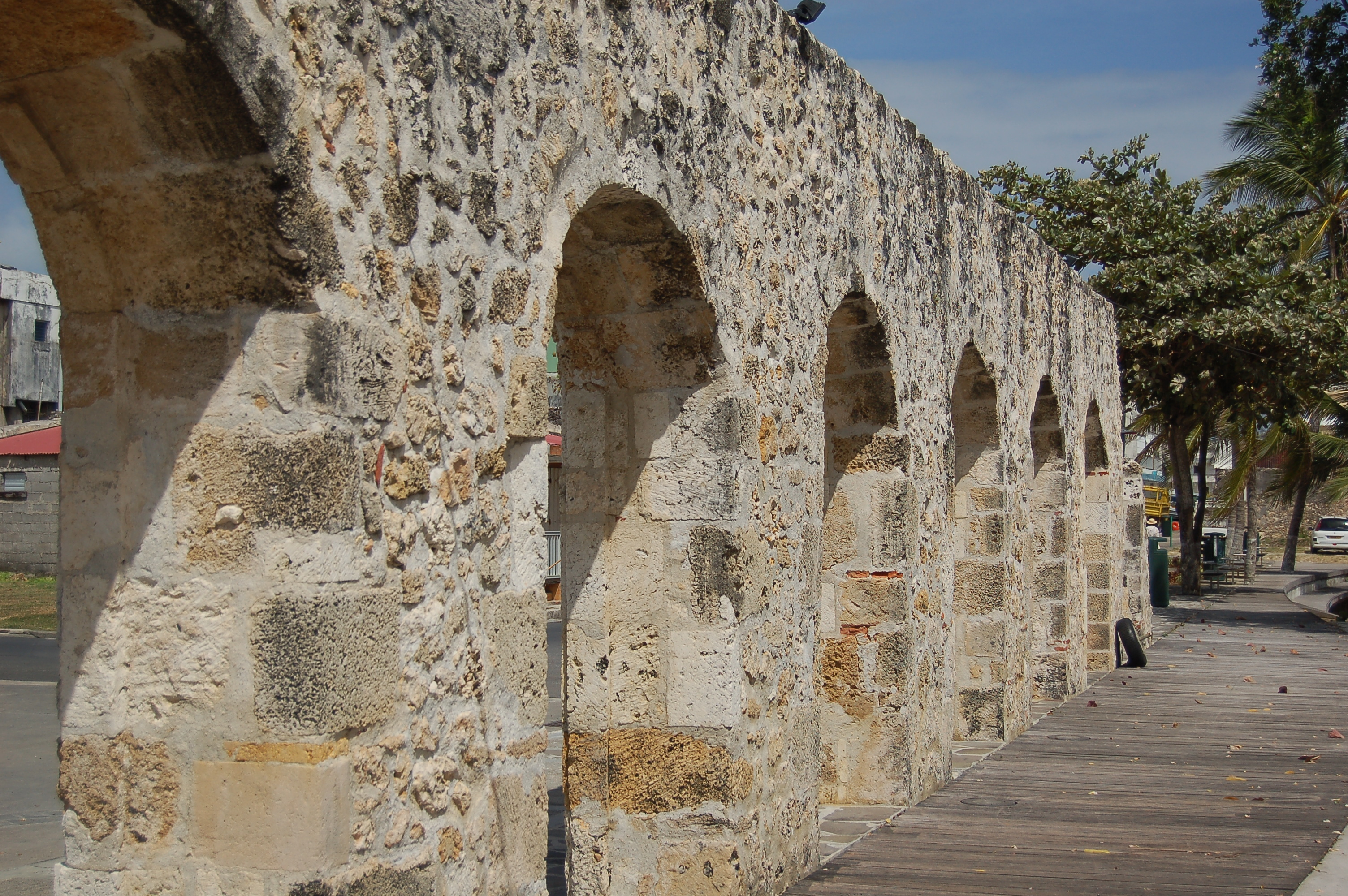
L'ancienne usine de jus de fruits

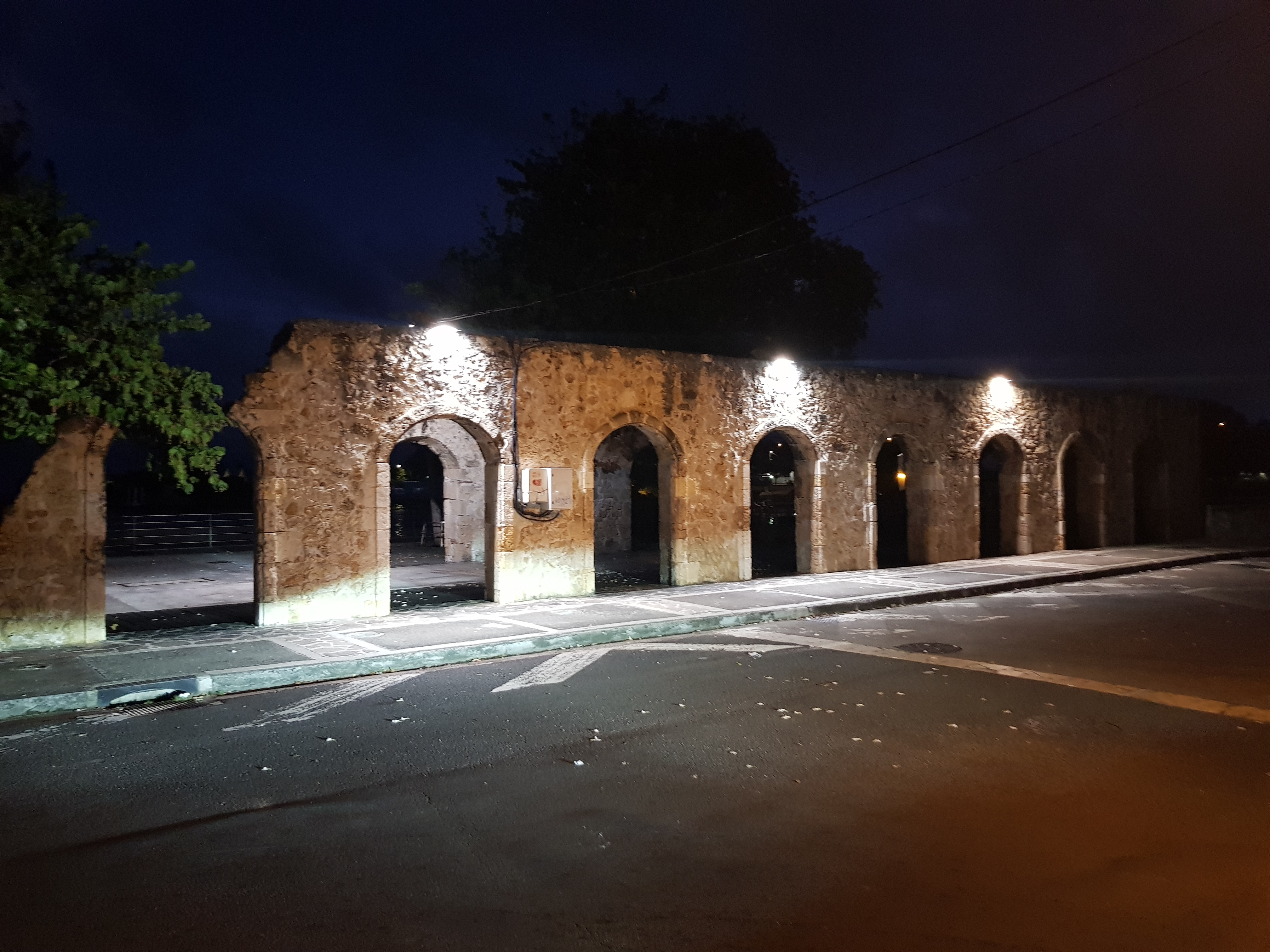
Espace Wizosky vu de nuit.

La commune abrite plusieurs monuments historiques :
- L'église Saint-Jean-Baptiste, construite en 1850, puis restaurée en 1930-1932 et 1990, respectivement à la suite des ouragans Okeechobee et Hugo, a été classée aux Monuments historiques en 1978. Certains éléments de l'église (sacristie, clocher, presbytère) ont été construits par l'architecte Ali Tur entre 1930 et 1932.
- Chapelle Notre-Dame-de-la-Charité du Moule.
- Outre les éléments religieux, deux écoles (école des filles et écoles des garçons des Grands-Fonds) ont aussi été bâties sur les plans d'Ali Tur[24].
- L'hôtel de ville construit en béton armé, entre le 28 octobre 1926 et le 26 juin 1927, sur les plans de l'ingénieur Lecardez et des travaux exécutés par la Société anonyme d'entreprises industrielles de la Guadeloupe.
- L'habitation et la maison coloniale de Zévallos, qui a été construite sur kit dans les ateliers de Gustave Eiffel et transportée par bateau jusqu'au Moule. Elle est identique à sa « jumelle », la maison Saint-John-Perse de Pointe-à-Pitre. Elle a été classée aux monuments historiques en 1990.
- L'habitation sucrière Néron, qui abrite encore une maison coloniale, accueillant des expositions artistiques et événements culturels.
- Nombre d'anciennes habitations, avec des états de conservation variables, ainsi que d'anciens moulins, qui servaient à broyer et transformer la canne sont encore présents sur le territoire de la commune. La plupart sont des sites archéologiques protégés par arrêté préfectoral. On peut citer, entre autres, le moulin Saint-Guillaume, le moulin et l'habitation de Creuilly, le moulin Maudet, le moulin Durival, le moulin Sommabert et l'habitation Saint-Alary, le moulin Blanchard et l'habitation Dulot, l'habitation Vipart, le moulin l'Anglais, la distillerie la Mahaudière, l'usine de Chassaing, l'habitation Port-Blanc, l'habitation La Baie, le Moulin Bois-David, le moulin Sergent, le moulin d'Audoin et l'habitation Roma, le moulin Morel, le moulin Gavaudière, le moulin Salmon, le moulin de Gouyer, le moulin Bellemare, le moulin Alleaume.
- L'ancien fort et la batterie de canons, qui servaient à protéger la ville des assauts de la flotte anglaise, sont encore présents dans le bourg.
- Le musée archéologique Edgar-Clerc et le parc paysager de la Rosette, construits par l'architecte Jack Berthelot et inaugurés le 4 août 1984. Le musée abrite une collection permanente d'objets précolombiens, dont certains mis au jour sur le territoire de la commune.
- L'abri Patate, avec ses gravures rupestres, inscrit aux Monuments historiques en 2013[25].
- La plage de l'anse Sainte-Marguerite et l'ancien cimetière d'esclaves. En 1995 et 1996, à la suite des cyclones Luis et Marilyn, des ossements sont mis au jour par les vagues. Des fouilles archéologiques mettront au jour 300 sépultures, mais selon les estimations, plus de 1000 corps se trouveraient sous le sable. Les corps sont d'origine africaine et le site serait l'un des plus grands cimetières d'esclaves mis au jour dans le monde.
- L'ancienne fabrique de jus de fruits, à proximité du port historique, a été transformée en Espace Wizosky, lieu d'animation.

#### Autres édifices
- La distillerie Damoiseau, bâtie à la fin du XIXe siècle, est l'unique distillerie encore en fonctionnement en Grande-Terre.
- L'usine sucrière de Gardel et la centrale thermique bagasse-charbon.

### Patrimoine naturel
- Les plages de la commune sont du Nord au Sud, en gras les principales plages et points de vue : l'Anse Marguerite, la Petite Anse, l'Anse Patate, la plage de la Baie du Nord-Ouest, la plage de Damencourt, la Petite Anse (dans le bourg), la plage de l'Autre Bord, la plage des Alizés, la plage des dauphins et la Pointe Conchou, la Porte d'Enfer ;
- Les deux rivières, la ravine du Nord-Ouest, dont la mangrove est explorable à pied, et la rivière d'Audouin, qui peut être découverte en canoë-kayak.
- Le parc paysager de Damencourt, petite zone de mangrove aménagée pour la découverte de ce milieu en régression ;
- Les Grands-Fonds, vaste zone intérieure, couverte de mornes, de ravines et de forêts par endroits.
- Le parc archéologique Ouatibi-Tibi (qui signifie grenouille en langue Caraïbe) se situe dans la continuité de la plage des Alizés, en bord de mer, et est aménagé pour la découverte de la culture Caraïbe et la pratique de sports en plein air.

### Personnalités liées à la commune
- Gilbert Amarias (1924-2002), architecte, né et mort au Moule
- Henri Beaujean, maire du Moule de 1977 à 1989, conseiller général de 1979 à 1985 et député de la Guadeloupe de 1946 à 1958
- Jean-Jacob Bicep, homme politique français
- Laura Flessel, escrimeuse et femme politique française
- Rosan Girard, maire du Moule de 1945 à 1971, conseiller général de 1973 à 1992 et député de la Guadeloupe de 1986 à 1988
- Pierre-Jérôme Lordon (1780-1838), polytechnicien et peintre français.
- Robert Loyson (1928-1989), chanteur et musicien français
- Patrick Saint-Éloi (1958-2010), chanteur français

### Héraldique
| Blason | Blasonnement : Les armoiries sont « d'azur au navire de sable, au chef d'argent ». Commentaires : Sur le blason de la ville du Moule, se trouve l'inscription Mens Agitat Molem (« L'esprit meut la matière »). Cette expression, par laquelle Virgile distingue la substance spirituelle de la substance matérielle, sert à désigner tout ce qui marque l'emprise de l'esprit sur la matière et la suprématie de la pensée, de l'intelligence et du génie. |